# Кравец, Сергей Леонидович
Серге́й Леони́дович Краве́ц (род. 8 марта 1962, Москва, СССР) — российский философ, журналист, редактор, деятель культуры. Ответственный редактор издательства «Большая Российская энциклопедия» и ответственный секретарь «Большой Российской энциклопедии», а также руководитель церковно-научного центра и президент фонда «Православная энциклопедия». Автор работ о творчестве русских религиозных философов, истории Русской православной церкви, энциклопедистике.

## Биография
Родился 8 марта 1962 года в Москве в семье военного переводчика и учительницы. По собственному свидетельству, он очень хорошо окончил школу, где ему «лучше давались гуманитарные науки». Как вспоминал Кравец: «Я был совершенно обычным ребёнком своего времени. Мы все очень много читали». Однако, по его собственным словам, до третьего курса университета его образование было «несистематическое» и «нахватанное»: «сама атмосфера на факультете журналистики МГУ была такая — хочешь учись, хочешь не учись». Затем же, со спецсеминара, посвящённого русской литературной критике, на него начал оказывать влияние И. И. Виноградов. В то же время, вспоминал Кравец, он «очень странно встретился со своей будущей женой», вместе с которой он представлял Москву на Всероссийской студенческой олимпиаде, где он сам «жесточайшим образом провалился», «из-за нахватанности» — «при серьёзном экзамене», а она — заняла второе место. «Выход был один — начинать учиться… я просто переехал в Историческую библиотеку». «Все книги читал с очень подробными конспектами… С этого времени — с двадцати лет — я стал не просто читать разное, а держать себя в некой систематике».
В 1984 году окончил с красным дипломом факультет журналистики МГУ имени М. В. Ломоносова. Занимался русской литературой, дипломную работу написал по «Бесам» Ф. М. Достоевского. Большое влияние на него оказали преподаватели А. Ф. Лосев и И. И. Виноградов (последний сыграл значительную роль в его жизни, впоследствии став также и его крёстным при крещении.
После окончания университета поступил в аспирантуру в Институт философии АН СССР. Работал над кандидатской диссертацией об эстетике Павла Флоренского, сблизился с его внуками (в частности, с игуменом Андроником Трубачёвым), однако диссертацию так и не защитил, уйдя из аспирантуры.
Работал заведующим редакцией истории классической литературы в журнале «Литературная учёба».
В 1988 году обвенчался с Еленой Владимировной Кравец (Тарасовой).
В 1991 году молодая семья Кравца приготовилась уехать в Германию, где для исследовательской работы ему давали Гумбольдтовскую стипендию, однако буквально накануне отъезд был отменён из-за появившейся возможности создания религиозно-философского издательства — издательства Валаамского монастыря, наместником которого в 1990 году стал игумен Андроник (Трубачёв), — которое Кравец организовал в своём кабинете в «Литературной учёбе». Пережив трудные годы в начале 1990-х годов, издательство затем получило поддержку Патриарха Алексия и мэра Москвы Лужкова. 10 сентября 1996 года указом Патриарха Московского и всея Руси Алексия II на базе издательства Свято-Преображенского Валаамского монастыря был учреждён Церковно-научный центр «Православная энциклопедия».
В 2003 году входил в состав российской делегации смешанной комиссии России (наряду с П. В. Хорошиловым, Г. В. Поповым, Л. И. Лифшицом и Д. И. Хафизовым) и Ватикана (состояла из 5 человек, во главе с председателем Папской комиссии по культурному наследию Церкви архиепископом Франческо Маркизано) по датировке Казанской иконы Божией Матери (Ватиканский список).
Член редакционной коллегии научно-богословского альманаха «Богословские труды».
Жена — Кравец (Тарасова) Елена Владимировна (род. 1962). В семье трое детей: Иван, Алексей и Ольга.
Крестился в зрелом возрасте у отца Александра Шаргунова. Как вспоминал С. Л. Кравец, подтолкнули его к этому И. И. Виноградов, ставший его крёстным, и будущая супруга.
С 2005 года «Кино-телекомпанией „Православная энциклопедия“» при его непосредственном участии — он и продюсер, и сосценарист — было создано более двадцати документальных и художественных фильмов.
В 2010—2011 годах под руководством Кравца были подготовлены и вышли два тома «Переписки Президента Российской Федерации Б. Н. Ельцина с главами государств и правительств».
Заведующий кафедрой общественных наук негосударственной духовной образовательной организации высшего образования Русской Православной Церкви Общецерковная аспирантура и докторантура имени святых равноапостольных Кирилла и Мефодия.

## Альтернатива Википедии
С 2010 года Кравец работает над созданием всероссийского культурного и научно-образовательного портала «Знания» (в рамках Государственной программы РФ «Информационное общество (2011—2020 гг.)»), который помимо энциклопедических статей будет содержать справочную и образовательную информацию, тексты документов, разнообразный изобразительный материал.
В 2016 в интервью «Новой газете» замглавы Роспечати и один из создателей Большой российской энциклопедии Владимир Григорьев заявил, что конкурировать с Википедией проект не будет: «Какой в этом смысл? Она развивается своим путем. Это популярный ресурс. Если вы хотите перейти на более систематизированный, научно выверенный портал, то сможете использовать наш проект».
Несмотря на это, в конце 2019 президент РФ заявил о замене Википедии российским аналогом. По словам В. Путина, «во всяком случае, это будет достоверная информация».
Руководитель управления маркетинговых коммуникаций БРЭ Анна Синицына заявила: «В условиях лавинообразного роста любого рода фальсификаций (в том числе научных, исторических, статистических, демографических данных) и фейковых сообщений, генерируемых некоторыми СМИ и частными пользователями Сети, особенно актуальной нам видится задача создания подлежащей обновлению и пополнению базы безопасной информации».
В ноябре 2019 года Кравец заявил, что российская энциклопедия, сопоставимая по значению с Википедией, полноценно заработает к лету 2022 года: «Проект стартовал в июле, его реализация рассчитана на 33 месяца. Сроки сдачи — весна или лето 2022 года». 16 июля 2024 года проект был закрыт.

## Награды
государственные
- В 1997 году награждён медалью 850-летия Москвы.
- Орден Дружбы (11 августа 2000 года) — за большой вклад в укрепление гражданского мира и возрождение духовно-нравственных традиций[11].
- В 2008 году присвоено звание заслуженного работника телевидения.
- Орден Почёта (7 октября 2022 года) — за достигнутые трудовые успехи и многолетнюю добросовестную работу[12].

церковные
- орден св. Даниила Московского III степени (2000)
- орден св. Иннокентия III степени (2001)
- орден прп. Сергия Радонежского III степени (2002)
- орден прп. Сергия Радонежского II степени (2007)
- Орден святого благоверного князя Даниила Московского II степени (2 декабря 2022) — «Во внимание к трудам на благо Святой Церкви и в связи с 60-летием со дня рождения руководитель Церковно-научного центра „Православная энциклопедия“»[13]
- Орден святителя Кирилла Туровского I степени (2012, Белорусская православная церковь)[14]

прочие
- Почётная грамота Московской городской Думы (20 сентября 2006 года) — за заслуги перед городским сообществом[15]

## Научные труды
Монографии
- Кравец С. Л. О красоте духовной: (П. А. Флоренский: религиозно-нравственные воззрения): (Из цикла «История этических учений»). — М.: Знание, 1990. — 64 с. — (Новое в жизни, науке, технике. Этика; 6/1990).

Статьи
- Кравец С. Л.  Место эстетики в философии П. А. Флоренского: (К постановке проблемы) // П. А. Флоренский: Философия, наука, техника. — Л., 1989. — С. 26—29.
- Кравец С. Л. Антихрист в святоотеческом предании и у В. С. Соловьёва // Материалы 2-го Международного симпозиума по творчеству Вл. Соловьёва «Эсхатология Вл. Соловьёва». Москва, 23-24 сент. 1992 г.. — М.: Континент, 1993. — С. 5–12.
- Кравец С. Л.  Место эстетики в философии Павла Флоренского // Общественная мысль, исследования и публикации. — М., 1993. — Вып. 3. — С. 31–49.
- Кравец С. Л.  Исследовательские программы „Православной энциклопедии“ // Библиотековедение. — 2006. — № 5. — С. 13a-14.

Энциклопедические статьи
- Путин : [арх. 30 сентября 2022] / Кравец С. Л., Лукьянов Ф. А., Мау В. А., Чуковская Е. Э. // Пустырник — Румчерод. — М. : Большая российская энциклопедия, 2015. — С. 8—29. — (Большая российская энциклопедия : [в 35 т.] / гл. ред. Ю. С. Осипов ; 2004—2017, т. 28). — ISBN 978-5-85270-365-1.
- Цыпин В. А. прот., Кравец С. Л. Алексий II // Православная энциклопедия. — М., 2000. — Т. I : А — Алексий Студит. — С. 698—720. — 40 000 экз. — ISBN 5-89572-006-4.
- Цыпин В. А. прот., Кравец С. Л. Архиерейский Собор Русской Православной Церкви 18 июля 1961 г. // Православная энциклопедия. — М., 2001. — Т. III : Анфимий — Афанасий. — С. 544—546. — 40 000 экз. — ISBN 5-89572-008-0.
- Цыпин В. А. прот., Кравец С. Л. Архиерейский Собор Русской Православной Церкви 29 ноября — 2 декабря 1994 г. // Православная энциклопедия. — М., 2001. — Т. III : Анфимий — Афанасий. — С. 557—559. — 40 000 экз. — ISBN 5-89572-008-0.
- Цыпин В. А. прот., Кравец С. Л. Архиерейский Собор Русской Православной Церкви 18—23 февраля 1997 г. // Православная энциклопедия. — М., 2001. — Т. III : Анфимий — Афанасий. — С. 559—563. — 40 000 экз. — ISBN 5-89572-008-0.